# Kolejny raz
Kolejny raz – singel polskiej grupy muzycznej Virgin, wydany w 2004 nakładem wydawnictwa muzycznego Universal Music Polska, promujący drugi album studyjny zespołu Bimbo.
Tekst napisała Doda, zaś muzykę skomponował Tomasz Lubert.
Do utworu został nakręcony teledysk opowiadający o prostytutce zamordowanej przez jednego z jej klientów. Końcowa scena wideoklipu przedstawia pogrzeb wokalistki. Wideoklip wyprodukowała grupa ATM. Klip był nagrywany w marcu 2004. Premiera telewizyjna teledysku odbyła się 15 kwietnia 2004.

## Lista utworów
1. „Kolejny raz” – 3:24[7][8]